# Goleta (zoologia)
Goleta Peckham & Peckham, 1894 è un genere di ragni appartenente alla famiglia Salticidae.

## Distribuzione
Le due specie note di questo genere sono diffuse nel solo Madagascar.

## Tassonomia
A maggio 2010, si compone di due specie:
- Goleta peckhami Simon, 1900 — Madagascar
- Goleta workmani (Peckham & Peckham, 1885)[2] — Madagascar